# La Pécheresse (film, 1911)
Pour les articles homonymes, voir La Pécheresse.
Pour plus de détails, voir Fiche technique et Distribution.
La Pécheresse est un film muet français dont le réalisateur est inconnu, et sorti en 1911.

## Fiche technique
- Titre : La Pécheresse
- Réalisation : inconnu
- Scénario : Marie Thierry
- Photographie :
- Montage :
- Société de production : Société cinématographique des auteurs et gens de lettres (S.C.A.G.L.)
- Société de distribution :  Pathé Frères
- Pays d'origine :  France
- Langue : film muet avec les intertitres en français
- Format : Noir et blanc — 35 mm — 1,33:1 — Muet
- Genre : Film dramatique, Mélodrame
- Métrage : 265 mètres
- Durée : 9 minutes
- Dates de sortie :
  -  France : 28 juillet 1911

## Distribution
- Georges Dorival : Jean
- Aimée Tessandier : la mère de Jean
- Marguerite Ninove : la femme de Jean